# 西村俊仁
西村 俊仁（にしむら しゅんじ、1979年7月4日 - ）は、CBCテレビのアナウンサー。東京都生まれの兵庫県西宮市育ち。

## 来歴
- 滝川高校卒業、大阪市立大学に入学。放送局（在阪局）の内定が決まっていたが4年時の単位不足の為卒業出来なくなり入社を辞退。編入試験を受けて法政大学3年生となる[2]。2003年大学在学中に知人とフットサルチームの立ち上げに携わる。2004年3月に卒業。
- 2004年CBC入社（TBSアナウンススクール出身）。
- 入社以来、野球中継におけるベンチリポートの他、ナイターオフシーズンは『久野誠のドラゴンズワールド』などでスポーツアナウンサーになるための研修をした。
- 2007年12月9日のCBC制作の『サンデー競馬中継 みんなの競馬』で初実況。
- 2008年9月23日のCBCドラゴンズナイター「中日ドラゴンズ×東京ヤクルトスワローズ」戦で野球実況デビュー。
- 2011年6月26日の『サンデーみか 〜Mika's MUSIC MUSEUM〜』で西村本人から人事異動の発表があり、7月1日付けでアナウンス部からスポーツ部に異動。アナウンサーとしての最後の仕事は6月30日のCBCドラゴンズナイター横浜ベイスターズ×中日のベンチリポートおよびマキシモ・ネルソンへのヒーローインタビュー。
- スポーツ部異動後はディレクターとして『イッポウ』や『サンデードラゴンズ』を担当。まれに取材報告などでテレビ・ラジオに出演することがあった。
- 2013年9月にはアナウンサー不足により一時的に野球中継に復帰した（2013年9月16日（対DeNA戦・CBCラジオ）と2013年9月18日（対巨人戦・ラジオ日本・ラジオ関西向け裏送り）のラジオ実況および2013年9月19日（対巨人戦・CBCテレビ）、9月29日（対阪神戦・CBCテレビ）のテレビリポートを担当した）。
- 2013年10月よりCBCラジオ『ドラ魂KING』（木曜日）にレギュラー出演。番組内では「CBCアナウンサー」となっているが、公式ページのアナウンサーコーナーにはプロフィールが記載されていなかったため、スポーツ部所属のままスポーツ関連のみアナウンス業務を行う形を取っていた。2013年12月には競馬実況を3年ぶりに担当し、2014年度もアナウンサー不足の際にアナウンス業務に就いていた（5月28日に対オリックス戦ラジオ実況を担当した）。
- 2016年7月より、角上清司と入れ替わる形でアナウンス部に復帰。公式ホームページにプロフィールも再掲載された。

## エピソード
- CBCのアナウンス部で運営されているブログ（魅惑のアナウンス室blog）では投稿されたメッセージに対して返事となるコメントを書いていた（ただし、現在のアナウンスブログはコメントが出来ない設定にされている）。
- CBCには3度入社試験（2002年、2003年、2004年）を受けている。2002年入社試験は不合格。2003年入社試験はCBCから誘われての試験であったが、試験後に法政大学3年生に編入となり不合格。2004年入社試験で合格した。CBCの1度目と2度目の入社試験と3度目の入社試験では在学している大学が異なった[2]。

## 現在の出演番組

### テレビ
- S☆1 BASEBALL（2008年〜2011年6月、スポーツ部在籍期間の2011年7月〜2016年6月もシフトの都合により不定期で担当。2016年7月〜、ローカル放送は『燃えよドラゴンズ!』のタイトルで放送）
- J SPORTS STADIUM（CBCテレビ制作分）
  - スポーツ部移動前はベンチリポートのみだったが、アナウンス部復帰後は実況も担当
- J1・名古屋ホームゲーム
- チャント!（ナレーション、2023年1月9日 - ）「スーパーでカゴ中大調査」
- CBCニュース

### ラジオ
- ドラ魂KING→ドラ魂キング（2013年4月〜2022年9月22日は木曜日担当。2024年4月4日からは金曜日担当。）
- CBCドラゴンズナイター（2008年9月23日〜、スポーツ部時代も担当）
- ラジオ日本ジャイアンツナイター（CBC制作分、〜2011年、2013年、2014年、2016年7月〜）
  - 2015年まではRFラジオ日本・ラジオ関西への裏送り放送、2016年からは自社本番のネット
  - 2011年6月のスポーツ部への異動によりレギュラーでの番組出演は一旦終了したが、2013年・2014年には実況アナウンサーの人員に余裕がない際に数度、スポーツ部所属のまま実況を担当したことがあった（ラジオ日本向けの裏送り中継含む）。2016年7月からアナウンス部に復帰したため、本番組へも本格的に復帰している。
- サンデー競馬中継　みんなの競馬→GOGO競馬サンデー!（2007年12月9日〜）
  - スポーツ部時代も出演継続していた。
- CBCニュース

## 過去の出演番組

### テレビ
- まるっと万博（火曜日リポーター、2005年3月22日〜9月20日）
- 晴れドキ（朝CHU〜担当、2006年4月〜9月）
- チャント!（リポーター、2023年7月7日、7月11日〜7月13日、2024年3月5日）「ぶっつけ!生でおじゃまします」
  - （リポーター、2023年8月3日）企業の商品を紹介するコーナー
- ゴゴスマ -GO GO!Smile!-（リポーター、2025年7月4日）

#### 他局の出演
- 週刊さんまとマツコ（TBSテレビ）（2025年1月23日SP、1月26日#163）

### ラジオ
- 多田しげおの気分爽快!!朝からP・O・N（〜2024年2月）- 高速道路のサービスエリアや道の駅を紹介する「ここ寄っちゃお」コーナー
- 久野誠のドラゴンズワールド（2002年〜2009年）
- 晩ドラ（ドラゴンズナイターの放送がない時、2007年4月〜）
- がんばれ!ベースボール・キッズ
- 若狭敬一のワカサギ
- サンデーみか 〜Mika's MUSIC MUSEUM〜（〜2011年6月26日）
- きく!ラジオ（2024年11月29日）